# كاورو أونو
كاورو أونو (باليابانية: 大野芳) هو كاتب ياباني، ولد في 10 أغسطس 1941.